# Knappnäs
Knappnäs är ett naturreservat i Torsby kommun i Värmlands län.
Området är naturskyddat sedan 2005 och är 22,5 hektar stort. Reservatet omfattar nästet som bildats av ett meanderlopp väster om Klarälven. Reservatet består av lövskogar, strandängar och öppna sandytor. 